# Jehsen
Jehsen (oberfränkisch: Gießn) ist ein Gemeindeteil der Stadt Münchberg im Landkreis Hof (Oberfranken, Bayern). Jehsen liegt in der Gemarkung Markersreuth. Zum Gemeindeteil Jehsen zählen die Einöden Jehsenmühle und Schotteneinzel.

## Geografie
Das Dorf besteht aus fünf Siedlungen. Die Hauptsiedlung liegt am Ulrichsbach, einem linken Zufluss der Sächsischen Saale. Eine Gemeindeverbindungsstraße führt an Gottschalk vorbei, die Bundesautobahn 9 unterquerend nach Schwarzholzwinkel (1,7 km westlich) bzw. nach Schotteneinzel zur Staatsstraße 2461 (1,1 km südöstlich).

## Geschichte
Jehsen gehörte zu den Sieben freien Dörfer. 1374 verkaufte Hans von Sparneck u. a. diesen Ort an den Nürnberger Burggraf Friedrich V.
Gegen Ende des 18. Jahrhunderts bestand Jehsen und Jehsenmühle aus 20 Anwesen. Die Hochgerichtsbarkeit sowie die Dorf- und Gemeindeherrschaft stand dem bayreuthischen Stadtrichteramt Münchberg zu. Grundherren waren
- die Gemeinde: 2 Tropfhäuser;
- das Kastenamt Münchberg: 1 Mühle, 1 Hof, 4 Halbhöfe, 3 Viertelhöfe, 2 Dreiachtelhöfe, 4 Tropfhäuser;
- die Hofkanzlei Bayreuth: 1 Hof, 1 Wohnung, 1 Tropfhaus.[6]

Von 1797 bis 1810 unterstand Jehsen dem Justiz- und Kammeramt Münchberg. Infolge des Ersten Gemeindeedikts wurde Jehsen dem 1812 gebildeten Steuerdistrikt Markersreuth und der zugleich entstandenen die Ruralgemeinde Markersreuth zugewiesen. Im Zuge der Gebietsreform in Bayern wurde Jehsen am 1. Mai 1978 nach Münchberg eingemeindet.

### Baudenkmäler
- Ein Kreuzstein[9]

ehemalige Baudenkmäler
- Haus Nr. 1: Eingeschossiger Wohnstallbau mit strohgedecktem Satteldach, wohl 18. Jahrhundert, Giebel verschalt.[10]
- Haus Nr. 8: Zweigeschossiger Wohnstallbau mit Halbwalmdach, der Scheitelstein des Türsturzes bezeichnet „LS 1822“ (=Lorenz Seuß).[10]
- Haus Nr. 15: Wohnstallbau mit Frackdach, wohl 18. Jahrhundert, Erdgeschoss massiv, Obergeschoss verschaltes Fachwerk.[10]

### Einwohnerentwicklung
| Jahr      | 1799   | 1812  | 1819   | 1861   | 1871   | 1885   | 1900   | 1925   | 1950   | 1961   | 1970   | 1987  |
| Einwohner | 140    | 134   | *146   | 151    | 160    | 147    | 126    | 95     | 153    | 102    | 95     | 68    |
| Häuser    | 21     | 23    |        |        |        | 23     | 20     | 20     | 19     | 22     |        | 20    |
| Quelle    | [ 12 ] | [ 7 ] | [ 13 ] | [ 14 ] | [ 15 ] | [ 16 ] | [ 17 ] | [ 18 ] | [ 19 ] | [ 20 ] | [ 21 ] | [ 1 ] |

## Religion
Jehsen ist bis heute nach St. Martin (Ahornberg) gepfarrt und seit der Reformation evangelisch-lutherisch geprägt.